# RIMPAC

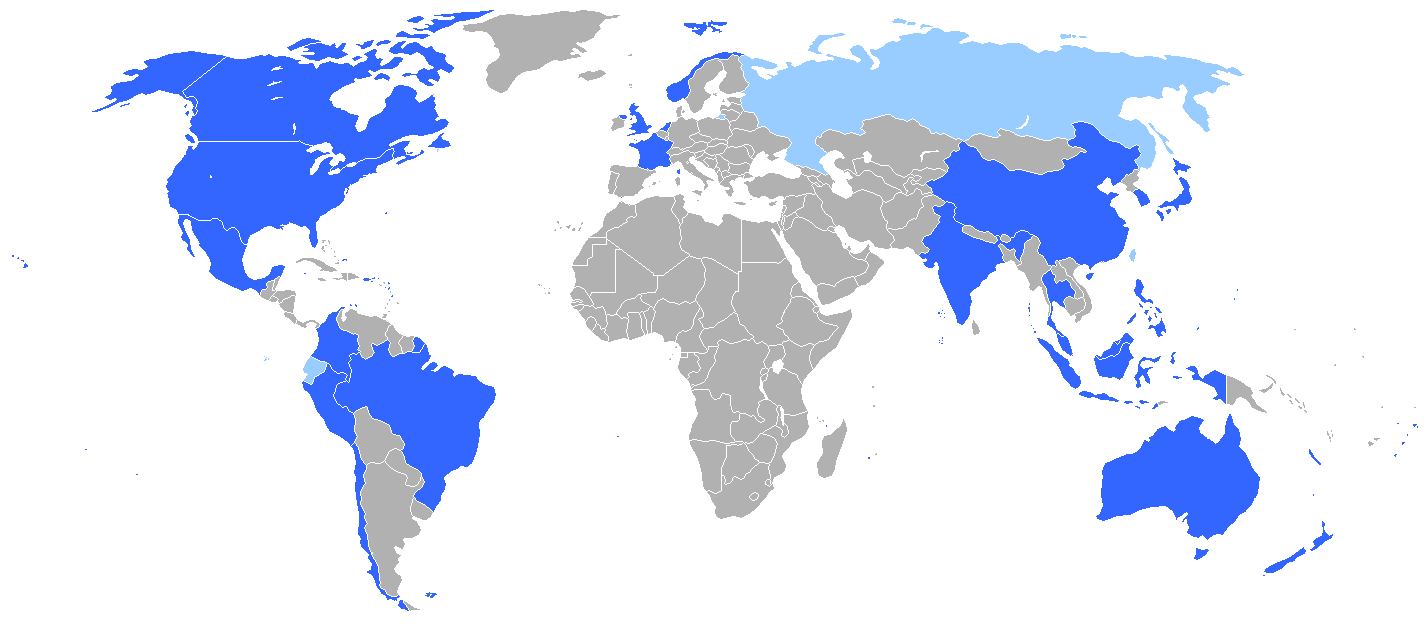
Teilnehmerstaaten 2014 sind dunkelblau, Beobachter sind hellblau eingefärbt

RIMPAC (kurz für Rim of the Pacific; dt.: Randzone des Pazifiks) ist ein zweijährlich abgehaltenes multinationales Militärmanöver im Juni oder Juli um Honolulu, Hawaii. Es wird von der United States Pacific Fleet, einem Teil der United States Navy, durchgeführt und geplant. Neben den Anrainerstaaten des Pazifiks, dem United States Marine Corps, der United States Coast Guard und der United States National Guard ist außerdem noch die Royal Navy eingeladen, teilzunehmen.

## Ziele

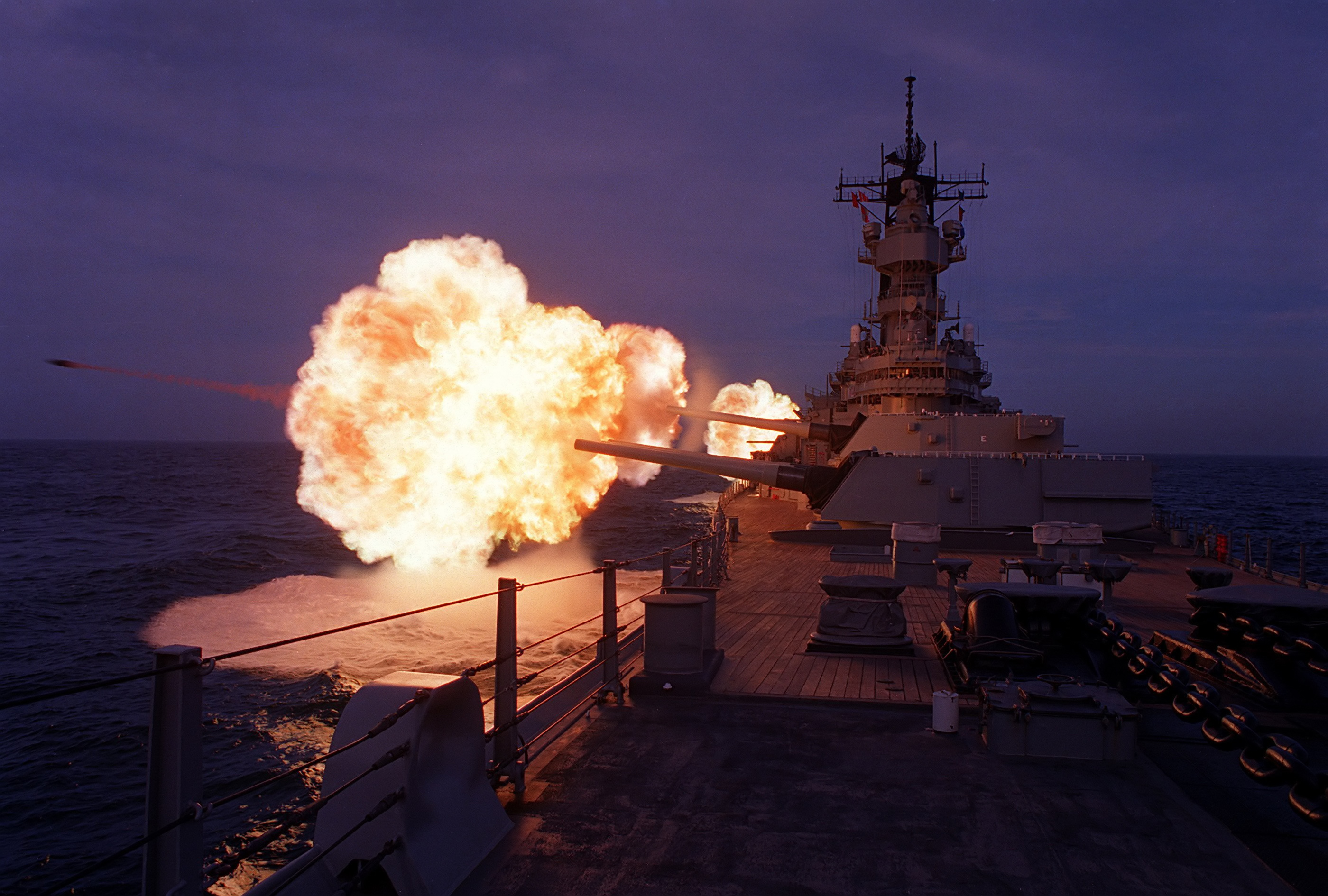
Als die US Navy noch Schlachtschiffe betrieb, wurden auch diese bei RIMPAC eingesetzt (hier die Missouri, 1990)

Es werden U-Jagd, Flugabwehr, Gefechtsführung gegen Oberflächenziele, amphibische Operationen und Minenjagd sowie Maritime Interception Operations, das Abfangen und Durchsuchen ziviler Schiffe, geprobt. Besonderer Wert wird auf die multinationale Zusammenarbeit gelegt.
Das Manöver wird dabei mit dem Hintergrund einer Invasion der Volksrepublik China in Taiwan (Taiwan-Konflikt) sowie möglicher Angriffe Nordkoreas auf Südkorea durchgeführt.

## Geschichte
Die erste RIMPAC wurde 1971 abgehalten. Der Ort der im Juni und Juli stattfindenden Übung sind die Gewässer vor Hawaii, wo das United States Pacific Command seinen Sitz hat. Bei allen RIMPACs waren neben der US Navy außerdem die Canadian Navy und die Royal Australian Navy beteiligt. Andere Teilnehmer waren Japan, Großbritannien, Korea, Chile und Peru. Die Streitkräfte der Vereinigten Staaten sind regelmäßig auch durch Teilnehmer der United States Air Force, des United States Marine Corps und der United States Coast Guard sowie der Nationalgarde von Hawaii vertreten.
Diese Staaten stellen jedes Mal rund 50 Schiffe und U-Boote zusammen, außerdem bis zu 200 Flugzeuge und 20.000 Soldaten. Auf strategischem Level können auch operativ nicht-beteiligte Nationen teilnehmen.

### 2012

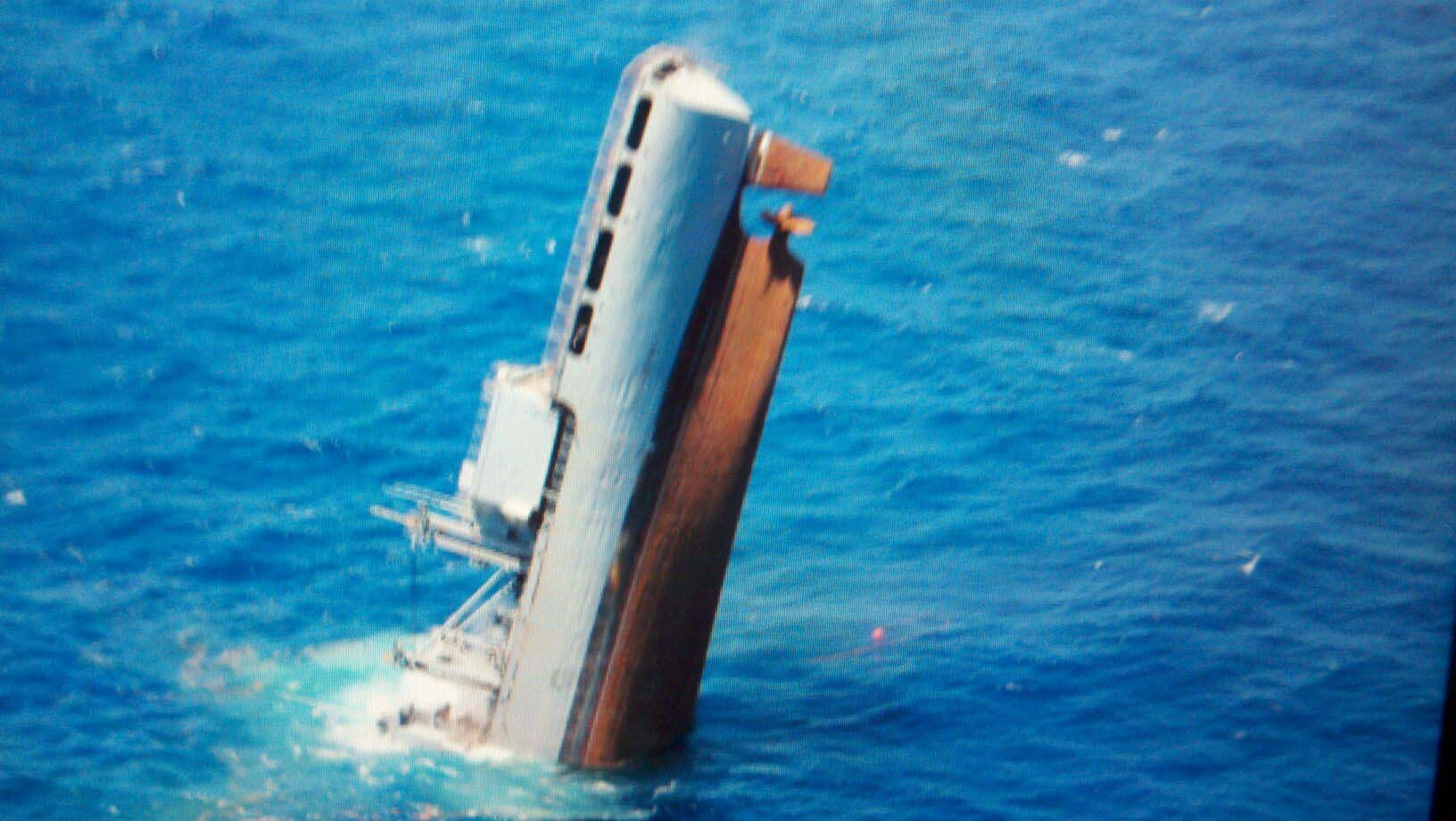
Sinken der USS Niagara Falls (AFS-3) am 14. Juli 2012

2012 gab es die 23. RIMPAC-Übung. Sie startete am 29. Juni 2012 mit 42 Schiffen, 200 Flugzeugen und 25.000 Militärs aus 22 Nationen. Zum ersten Mal wurde das Manöver nicht durch die US Navy geleitet. Die Royal Australian Navy übernahm die Leitung der Seestreitkräfte, die Luftstreitkräfte wurden geführt von der Royal Canadian Air Force. Am 14. Juli wurde bei einer SINKEX das Schiff Niagara Falls versenkt. Während der gesamten Übung testete die US Navy den Einsatz von Biotreibstoffen an ihren Schiffen. Sie wendeten für 450.000 Gallonen (etwa 1.703.435,30 Liter) Bio-Treibstoff rund 12 Millionen US-Dollar auf. Am 17. Juli lieferte die Henry J. Kaiser 900.000 Gallonen (etwa 3.406.870,61 Liter) Bio- und konventionelle Treibstoffe an die Carrier Strike Group der Nimitz. Außerdem war es der erste Einsatz der Boeing P-8A „Poseidon“. Es wurden zwei Maschinen der Air Test and Evaluation Squadron One (VX-1) von der Marine Corps Base Hawaii für 24 Szenarien eingesetzt.
Manöverende war am 3. August 2012.

#### Teilnehmende Länder und Einheiten

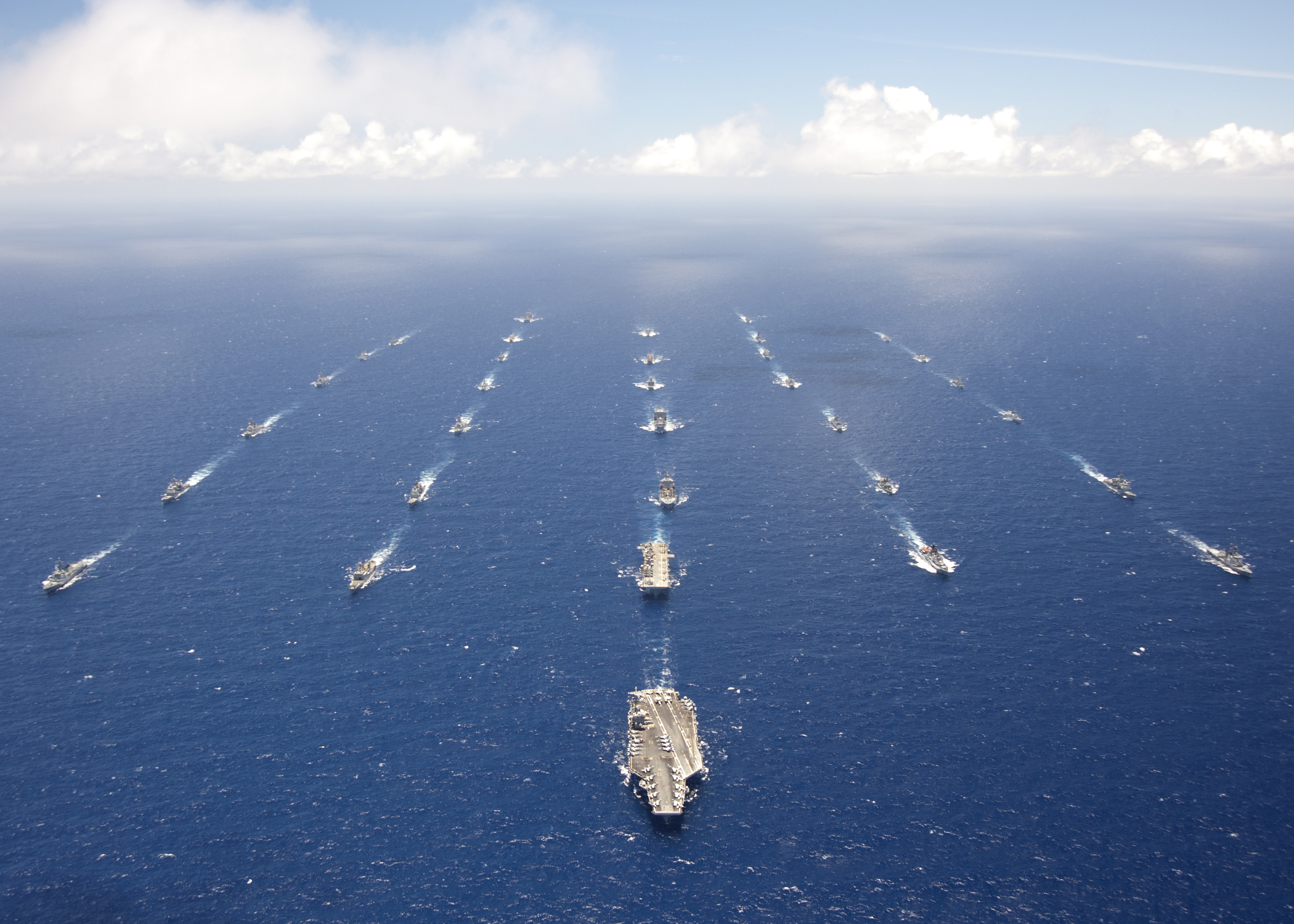
Flotte während RIMPAC 2012

Insgesamt beteiligten sich 22 Nationen. Indien, Indonesien, Kolumbien, Malaysia, Niederlande, Norwegen, Peru, Philippinen, Thailand, Tonga und das Vereinigte Königreich schickten nur militärisches Personal. Russland nahm zum ersten Mal an RIMPAC teil und entsendete ein Schiff. Weitere 10 Staaten schickten Schiffe. Im Einzelnen waren dies:
| Marine                                              | Schiffe |
| --------------------------------------------------- | --- |
| Royal Australian Navy                               | - HMAS Darwin (FFG 04) - HMAS Farncomb (SSG 74) - HMAS Perth (FFH 157) |
| Royal Canadian Navy                                 | - HMCS Algonquin (DDG 283) - HMCS Ottawa (FFH 341) - HMCS Victoria (SSK 876) - HMCS Yellowknife (MM 706) |
| Armada de Chile                                     | - Almirante Lynch (FF-07) |
| Französische Marine                                 | - Prairial (F731) |
| Japanische Maritime Selbstverteidigungsstreitkräfte | - Myōkō (DDG-175) - Shirane (DDH-143) - Uraga (MST-464) |
| Armada de México                                    | - ARM Usumacinta (A-412) |
| Royal New Zealand Navy                              | - HMNZS Endeavour (A11) - HMNZS Te Kaha (F77) |
| Südkoreanische Marine                               | - Yulgok Yi I (DDG-992) - Choe Yeong (DDH-981) - Na Daeyong (SS-069) |
| Singapur                                            | - RSS Formidable (68) |
| Russische Seekriegsflotte                           | - Admiral Pantelejew (BPK 548) - Fotiy Krylov - Irkut |
| United States Navy                                  | - Chafee (DDG-90) - Charlotte (SSN-766) - Cheyenne (SSN-773) - Chosin (CG-65) - Chung-Hoon (DDG-93) - Crommelin (DDF-37) - Essex (LHD-2) - Gary (FFG-51) - Higgins (DDG-76) - Lake Erie (CG-70) - Nimitz (CVN-68) - North Carolina (SSN-777) - Paul Hamilton (DDG-60) - Port Royal (CG-73) - Princeton (CG-59) - Reuben James (FFG-57) - Stockdale (DDG-106) |
| United States Coast Guard                           | - USCGC Bertholf (WMSL-750) - USNS Henry J. Kaiser (T-AO-187) - USNS Matthew Perry (T-AKE-9) - USNS Salvor (T-ARS-52) - USNS Yukon (T-AO-202) |

### 2014

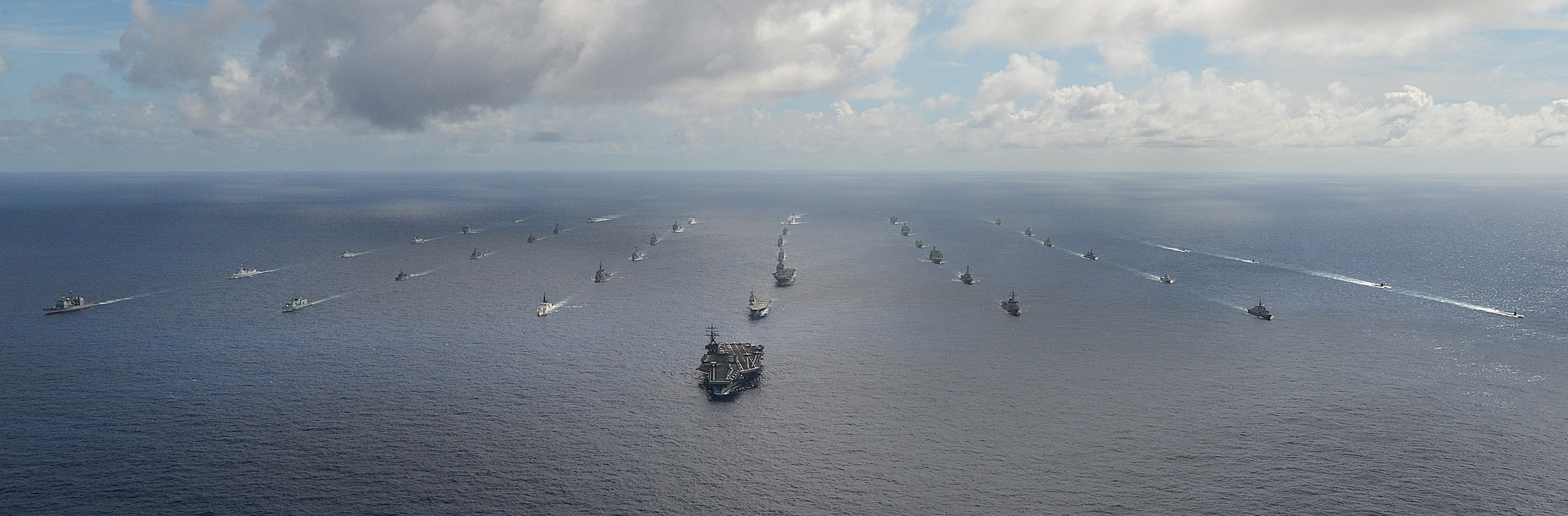
RIMPAC-Übung im Jahr 2014

RIMPAC 2014 war die 24. Übung und wurde im Sommer ausgetragen.
Zum ersten Mal hat die Marine Norwegens mit einer Fregatte der Fridtjof-Nansen-Klasse teilgenommen. Weitere Teilnehmer waren: Australien, Brunei, Canada, Chile, China, Frankreich, Indien, Indonesien, Japan, Kolumbien, Malaysia, Mexiko, Niederlande, Neuseeland, Peru, Philippinen, Singapur, Südkorea, Tonga, Vereinigtes Königreich und Vereinigte Staaten.

### 2016
RIMPAC 2016 war die 25. Übung und wurde im Sommer ausgetragen. Sie begann am 30. Juni und endete am 4. August. Es nahmen 26 Streitkräfte/Nationen daran teil, was ein Rekordmarke ist. Unter anderem nahm erstmals auch die Deutsche Marine (Seebataillon und Reservisten des Dezernates Marineschifffahrtleitung) am Manöver teil. 40 Schiffe und U-Boote, 200 Flugzeuge und 25.000 Soldaten waren beteiligt.

### 2018
2018 gab es 25.000 Teilnehmer aus 26 Nationen. Erstmals hat die israelische Marine teilgenommen, wobei mit Malaysia, Indonesien und Brunei auch Länder, die keine diplomatischen Beziehungen zu Israel pflegen, vertreten waren. Die Deutsche Marine nahm wieder an der Übung teil.

### 2022
Am 1. Juni 2022 haben insgesamt 26 Länder ihre Teilnahme an dem im Sommer 2022 stattfindenden RIMPAC-Manöver zugesagt: Australien, Brunei, Kanada, Chile, Kolumbien, Dänemark, Ecuador, Frankreich, Deutschland, Indien, Indonesien, Israel, Japan, Südkorea, Malaysia, Mexiko, die Niederlande, Neuseeland, Peru, die Philippinen, Singapur, Sri Lanka, Thailand, Tonga, das Vereinigte Königreich und die Vereinigten Staaten (11 Länder in Asien, 5 Länder in Europa, 4 Länder in Südamerika, 3 Länder in Nordamerika und 3 Länder in Ozeanien).

### 2024
An dem internationalen Flottenmanöver nehmen zum ersten Mal zwei deutsche Kriegsschiffe teil. Ein Einsatzgruppenversorger der Klasse 702, Frankfurt am Main, und eine Fregatte der Baden-Württemberg-Klasse, Baden-Württemberg.